# Ike Azotam
Ikechukwu Azotam (nacido el 14 de enero de 1991 en Boston, Massachusetts) es un jugador de baloncesto estadounidense con ascendencia nigeriana que actualmente está sin equipo. Con 2,01 metros de altura juega en la posición de Ala-Pívot.

## Escuela secundaria
Asistió primero al John D. O'Bryant School de su ciudad natal, Boston, Massachusetts, y en su año senior se fue al Marianapolis Preparatory School, situado en Thompson, Connecticut, para poder optar a una mejor beca en la NCAA.
Como sophomore con O'Bryant promedió 16,5 puntos y 9,5 rebotes y como junior promedió 18 puntos y 12 rebotes, liderando a la escuela a acabar con un récord de 18-6. Quedaron subcampeones de la Boston City League, donde perdieron contra Madison Park Technical Vocational High School (Azotam hizo doble-doble; 16 puntos y 20 rebotes). En enero de esa misma temporada fue elegido por Boston.com como uno de los siete mejores jugadores de la semana tras anotar un total de 40 puntos y coger 34 rebotes en las victorias contra Boston English y  West Roxbury High School. Fue nombrado New England All-Star y tuvo un reconocimiento Massachusetts All-Scholastic.
Disputó también el AAU Basketball de Metro Boston Basketball, llevando a la escuela al Sweet 16 nacional en el verano de 2009.
En su último año, su año senior, ya en las filas del Marianapolis Preparatory School, promedió 19,3 puntos, 10,3 rebotes, 5,2 asistencias y 2,1 tapones, liderando a los Golden Knights a acabar con un récord de 21-9 y a quedar subcampeones del New England Preparatory School Athletic Council (NEPSAC). Fue nombrado NEPSAC All-Star y por segunda vez New England All-Star.

## Universidad
Jugó durante cuatro temporadas (2010-2014) en los Quinnipiac Bobcats de la Universidad Quinnipiac, situada en Hamden, Connecticut.
En su primer año, su año freshman (2010-2011), promedió 5,1 puntos y 5,3 rebotes en 17 min, quedando en la NEC el 14.º en rebotes y el 8.º en rebotes ofensivos (2,35).
Como sophomore (2011-2012) ya era una de las piezas claves del equipo, promediando 16,3 puntos, 9,7 rebotes y 1 tapón en 31 min, siendo elegido en el segundo mejor quinteto de la NEC. Lideró al equipo en rebotes, siendo el máximo reboteador de la NEC y quedando el 30.º en rebotes de la División I de la NCAA. También fue el máximo reboteador ofensivo de la NEC (3,63), el 3.º en rebotes defensivos de la NEC (5,88), el 2.º máximo anotador de su equipo y el 10.º de la NEC, el 1.º en tiros de dos anotados (202), el 10.º en porcentaje de tiros de dos de la NEC (55,6 %) y el 10.º también de la NEC en tapones totales (32) y por partido.
Como junior (2012-2013) fue elegido por segunda vez en el segundo mejor quinteto de la NEC, teniendo un promedio de 13,5 puntos y 7,9 rebotes en 27 min. Fue el máximo anotador y reboteador de su equipo, en la NEC quedó el 13.º en puntos, el 6.º en rebotes, el 1.º en rebotes ofensivos (17.º de toda la División I de la NCAA con 3,52) , el 9.º en rebotes defensivos (4,42), el 12.º en porcentaje de tiros de dos (50 %) y el 2.º en dobles-dobles con 10.
En su último año, su año senior (2013-2014), fue elegido en el mejor quinteto de la MAAC, teniendo un promedio de 16,1 puntos, 10,1 rebotes, 1 asistencia y 1 tapón en 33 min. Quedó en el top-ten de mejores reboteadores de la División I de la NCAA en esa temporada y fue el 5.º en rebotes ofensivos de toda la División I de la NCAA
En la MAAC quedó el 9.º en minutos jugados (1067), el 2.º en tiros de dos anotados (196), el 2.º en porcentaje de tiros de dos (48 %), el 1.º en rebotes y en rebotes ofensivos totales (327) y (132), el 3.º en rebotes defensivos totales (195), el 8.º en puntos totales (518), el 9.º en media de puntos, el 2.º en rebotes por partido y el 9.º en tapones totales (35) y por partido.
Disputó un total de 125 partidos (99 como titular) en los cuatro años que jugó con los Quinnipiac Bobcats, promediando 12,8 puntos (50,6 % en tiros de 2) y 8,3 rebotes en 27,5 min de media.
Terminó su carrera en la NEC como el 19.º en % de tiros de 2 (50,7 %), el 3.º en rebotes ofensivos (297), el 12.º en rebotes defensivos (417) y el 25.º en rebotes totales (714). Es actualmente el 7.º en rebotes ofensivos de la historia de la División I de la NCAA con 429.

## Trayectoria profesional
Tras no ser elegido en el Draft de la NBA de 2014, en septiembre de 2014, el Marín PeixeGalego de la LEB Plata, la tercera división española, anunció su fichaje para la temporada 2014-2015, viviendo en España su primera experiencia como profesional.
Hizo su debut el 5 de octubre contra Azpeitia Azkoitia ISB, anotando 22 puntos, cogiendo 7 rebotes y robando 2 balones. En el siguiente partido, contra Canarias Basketball Academy, hizo su primer doble-doble con 19 puntos y 13 rebotes. Tuvo otra gran actuación contra Fútbol Club Barcelona "B" (baloncesto), anotando 19 puntos y cogiendo 10 rebotes. Su máxima anotación fueron 24 puntos contra Xuven Cambados. El 17 de febrero de 2015, fue nombrado Jugador de la Semana de la LEB Plata.
Disputó 30 partidos con el conjunto gallego, promediando 13,9 puntos (55 % en tiros de 2) y 6,6 rebotes en 28 min de media, liderando al equipo en puntos, rebotes, porcentaje de tiros de dos y minutos jugados.
El 29 de octubre de 2015, firmó por los Island Storm de la Liga Nacional de Baloncesto de Canadá para la temporada 2015-2016, aunque abandonó el equipo en diciembre, justo antes del inicio de la temporada.
El 28 de diciembre de 2015, el Leyma Básquet Coruña de la LEB Oro, la segunda división española, anunció su fichaje para cubrir el puesto dejado por Volodymyr Orlov, pero no llegó a debutar, ya que el 9 de enero de 2016, club y jugador acordaron la rescisión del contrato, puesto que por motivos familiares debía regresar a Estados Unidos.